# Comunitat de comunes del País de Châteaugiron
La Comunitat de comunes del País de Châteaugiron (en bretó Kumuniezh kumunioù Bro Kastell-Geron) és una estructura intercomunal francesa, situada al departament de l'Ille i Vilaine a la regió Bretanya, al País de Rennes. Té una extensió de 129,6 kilòmetres quadrats i una població de 23.012 habitants (2010).

## Composició
Agrupa 8 comunes :
- Chancé
- Châteaugiron
- Domloup
- Noyal-sur-Vilaine
- Ossé
- Piré-sur-Seiche
- Saint-Aubin-du-Pavail
- Servon-sur-Vilaine